# Теорія постановки цілей
Теорія постановки (створення) цілей (англ. Goal-Setting Theory) —  мотиваційна теорія створення цілей, сутність якої полягає у розумінні кращих пізнавальних факторів, які впливають на успіх.
Теорію постановки цілей розробив американський психолог Е. Локк. Відповідно до його підходу, усвідомлювані людьми цілі і наміри розглядаються як первинні детермінанти їх дій. З цього випливає, що процес постановки цілей є основним засобом, використовуючи яке можна впливати на мотивацію і продуктивність членів організації. Основні передумови теорії постановки цілей полягають у тому, що люди формулюють усвідомлювані цілі і наміри, які є головними чинниками, що визначають їх дії.
Можна виділити дві підстави використання цілей в організаціях:
- як мотиваційні засоби (в тому сенсі, що люди працюють для досягнення цих цілей);
- як засобу контролю, коли виконання роботи зіставляється з цілями, що стоять перед окремим працівником і організаційним підрозділом в цілому

Отримані дані говорять про те, що важкі цілі призводять до більш високого рівня мотивації в порівнянні з легкими цілями. Звичайно, так відбувається до тих пір, поки важкі цілі залишаються реалістичними. 
Практичним застосуванням теорії постановки цілей є практика розробки і впровадження програм управління по цілям (management by objectives). Їх ключовими елементами є визначення цілей організації, постановка конкретних цілей перед працівниками (досягнення яких приведе до реалізації організаційних цілей), і оцінка просування працівників на шляху до своїм індивідуальним цілям за допомогою зворотного зв'язку. При цьому обов'язково участь рядових співробітників у прийнятті рішень щодо індивідуальних цілей на певний період (зазвичай на рік). 
Успіх створення цілей в мотиваційному виконанні залежить від встановлення цілей, які мають відповідні атрибути чи характеристики. Цілі повинні бути специфічними і вимірюваними, складними, але такими, яких можна досягти, доречними щодо основної роботи організації і обмеженими в часі, тобто вимагати певного періоду часу, протягом якого мета має бути досягнута.
Теорія очікування і теорія створення цілей мають багато спільних положень.
Люди мають великі зобов'язання по досягненню цілей, коли вони володіють високими очікуваннями успіху в досягненні цілей, бачать сильний зв'язок між досягненням цілі і нагородами.
Користь створення цілей з посиленням виконання має міцну дослідницьку підтримку. Кожна з теорій мотивацій пропонує різну, хоча в якійсь мірі доповнюючу перспективу.
Створення цілей поєднано з теорією очікування у тому розумінні, що воно допомагає загострити увагу на рівнях виконання, пов'язаних із очікуванням зусиль - виконання і очікуванням виконання - результат. Аспекти неупередженості є частково розширеною моделлю очікування, що підкреслює важливість підтримки справедливості в мотиваційному процесі.
Теорія очікування пропонує допомогти працівникам ровивати позитивні погляди на зусилля-виконання через такі засоби, як навчання і підтримка. Вона також виділяє зв'язок між виконанням і результатами і необхідність пропонувати винагороди, які володіють позитивною валентністю для працівників.